# Liana Salazar
Liana Milena Salazar Vergara (16 de septiembre de 1992) es una jugadora de fútbol colombiana, juega como mediocampista y su equipo actual es  Neom SC de la Saudi Women's First Division League.

## Trayectoria
A nivel de clubes jugó en la Universidad de Kansas en Estados Unidos. En 2022, fue contratada por la mayor potencia del fútbol femenino de Sudamérica, el Corinthians de Brasil.

## Selección nacional
Fue parte de la Selección de Fútbol Femenina de Colombia en el campeonato femenino de fútbol en los Juegos Olímpicos de Londres 2012. 
El 3 de julio de 2022 es convocada por el técnico Nelson Abadía para la Copa América Femenina 2022 a realizarse en Colombia.

### Participaciones en Copa América
| Copa                       | Sede     | Resultado  | Partidos | Goles |
| -------------------------- | -------- | ---------- | -------- | ----- |
| Copa América Femenina 2022 | Colombia | Subcampeón |          |       |

### Participaciones en Juegos Olímpicos
| Edición    | Sede    | Resultado        | Partidos | Goles |
| ---------- | ------- | ---------------- | -------- | ----- |
| París 2024 | Francia | Cuartos de final | 2        | 0     |

#### Goles internacionales
| No. | Fecha               | Sede                                 | Rival         | Marcador | Resultado | Competición            |
| --- | ------------------- | ------------------------------------ | ------------- | -------- | --------- | ---------------------- |
| 1   | 17 de julio de 2012 | Stade St-Germain, Savièse, Suiza     | Nueva Zelanda | 1–2      | 1–2       | Amistoso internacional |
| 2   | 16 de abril de 2018 | Estadio La Portada, La Serena, Chile | Argentina     | 1–0      | 1–3       | Copa América Femenina  |

## Clubes
| País           | Club            | Año         |
| -------------- | --------------- | ----------- |
| Estados Unidos | Kansas Jayhawks | 2011 - 2015 |
| Finlandia      | Sudet           | 2016        |
| Colombia       | Santa Fe        | 2017 - 2018 |
| Colombia       | Atlético Huila  | 2018        |
| China          | Beijing BSU     | 2019 - 2020 |
| Colombia       | Santa Fe        | 2021        |
| Brasil         | Corinthians     | 2022 - 2023 |
| Colombia       | Santa Fe        | 2023        |
| Colombia       | Millonarios     | 2024        |
| Arabia Saudita | Neom SC         | 2024 - 2025 |

## Palmarés

### Títulos nacionales
| Título        | Club     | País     | Temporada |
| ------------- | -------- | -------- | --------- |
| Liga Femenina | Santa Fe | Colombia | 2017      |
| Liga Femenina | Santa Fe | Colombia | 2020      |
| Liga Femenina | Santa Fe | Colombia | 2023      |